# Воля-Жидовська
Воля-Жидовська (пол. Wola Żydowska) — село в Польщі, у гміні Кіє Піньчовського повіту Свентокшиського воєводства.
Населення — 194 особи (2011).
У 1975-1998 роках село належало до Келецького воєводства.

## Демографія
Демографічна структура на день 31 березня 2011 року:
|          | Загалом | Допрацездатний вік | Працездатний вік | Постпрацездатний вік |
| -------- | ------- | ------------------ | ---------------- | -------------------- |
| Чоловіки | 94      | 14                 | 64               | 16                   |
| Жінки    | 100     | 20                 | 51               | 29                   |
| Разом    | 194     | 34                 | 115              | 45                   |